# NGC 4816
NGC 4816 is een elliptisch sterrenstelsel in het sterrenbeeld Hoofdhaar. Het hemelobject werd op 11 april 1785 ontdekt door de Duits-Britse astronoom William Herschel.

## Synoniemen
- UGC 8057
- MCG 5-31-10
- ZWG 160.21
- PGC 44114